# Akinobu Okada
Akinobu Okada (岡田彰布?, Okada Akinobu; Osaka, 25 novembre 1957) è un giocatore di baseball e allenatore di baseball giapponese.